# Johann Wonnecke von Kaub

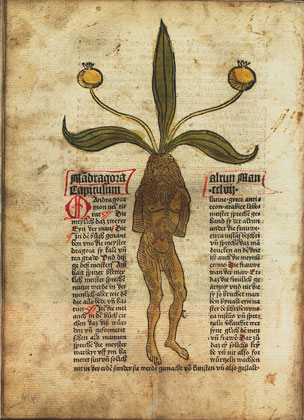
Seite aus gart der gesuntheit von 1485. Die Abbildung, einer von 379 Holzschnitten, zeigt eine Alraune (Mandragora).

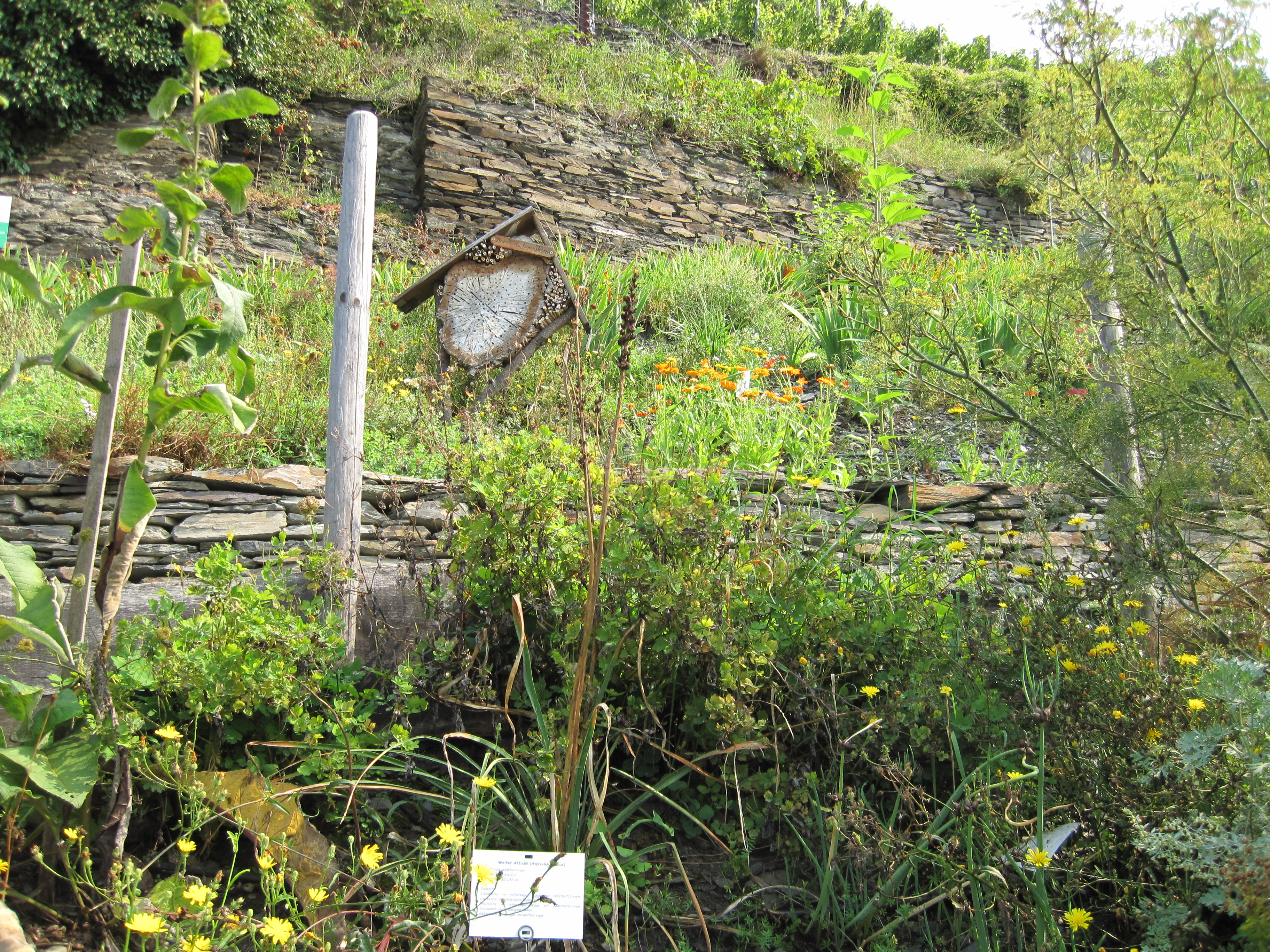
„Garten der Gesundheit (Hortus Sanitatis) nach Johann Wonnecke von Cube/Cuba/Kaub“.
Kräutergarten der Stadt Kaub

Johann Wonnecke von Kaub oder Johann von Cube (* um 1430 in Kaub am Rhein; † 1503/04 in Frankfurt am Main), auch Johann[es] Dronnecke bzw. Johannes de Cuba (er selbst nannte sich „Johan von Cube“), war ein deutscher Arzt und Botaniker. Am Mainzer Hof und in Heidelberg wirkte er als Leibarzt. Er ist der Verfasser bzw. Kompilator eines verbreiteten Kräuterbuchs, des Gart der Gesundheit.

## Leben
Johann Wonnecke aus Kaub, geboren am Mittelrhein, lebte gegen Ende des 15. Jahrhunderts in Augsburg, um 1484 in Frankfurt am Main. Ab dem Wintersemester 1448 war er in Köln immatrikuliert und ab 1451 in Erfurt. In Erfurt wurde er 1453 Baccalaureus artium und anschließend zum Magister der Medizin promoviert.
Am Mainzer Hof war Wonnecke in den 1460er und frühen 1470er Jahren Leibarzt hochgestellter Personen. Ab 1476 war er in Heidelberg Leibarzt des Pfalzgrafen Friedrich. Ab 1484 war er als Stadtarzt in Frankfurt tätig.
Er ist der 1480 von Bernhard von Breidenbach beauftragt gewesene Verfasser eines medizinischen Kräuterbuchs, das zuerst (1484) unter dem Titel „Herbarius“, später in hochdeutscher Sprache als Ortus sanitatis, auf teutsch ein gart der gesuntheit etc. in Mainz 1485, später auch in niederdeutscher Sprache als „Der Ghenocklicke Gharde der Suntheit“ (bzw. Gaerde der suntheit. Hortus sanitatis) 1492 in Lübeck und sogar, übersetzt von dem Lübecker Arzt Nicolaus Bulow unter dem Moskauer Großfürsten Wassili III. (1505–1533), in russischer Sprache erschienen ist. Später ist das Buch in zahlreichen Auflagen und Drittredaktionen erschienen. Diese enthalten Mitteilungen, die Wonnecke von einem Begleiter der Breidenbachschen Expedition in den Orient in den Jahren 1483 bis 1484 erhalten hat.
Die einflussreiche Schrift, von der es bis zum Ende des Mittelalters 15 Drucke gab, ist wegen der Seltenheit entsprechender medizinischer und botanischer Werke in jener Zeit historisch von großer Bedeutung.

## Werkausgaben
- Ortus sanitatis. Peter Schöffer, Mainz 1485; Faksimile-Nachdruck München 1966.
- Dit is de genochlike Garde der suntheyt. to latine Ortulus sanitatis edder Herbarius gen[oe]met dar me ynne vindet alle arth nature vñ eghenschop d ́krudere vnde der eddelen stene. Dorch welkerer krafft vñ d[oe]get de krancke gesunt vñ de ghesunde minsche vor krãkheyt bewart werdẽ mach. Jtẽ wo mẽ des minschẽ water beseen vñ recht richtẽ schal. Jtẽ yn dem̃ ende desses bokes vindestu eyn register dat dy behendichliken na wiset wor eyn yewelk krut saet sap vnde eddel steen gud edder scheddelick to ys. Lübeck 1520 (Digitalisat)
- Hortus Sanitatis. Matthias Biener (Druck), Straßburg 1536 (Trustees of British Museum, London).

## Ehrungen
Nach Wonnecke benannt sind die Pflanzengattungen Cuba Scop. und Cubaea Schreb. aus der Familie der Hülsenfrüchtler (Fabaceae).